# Rhyacophila clemens
Rhyacophila clemens là một loài Trichoptera trong họ Rhyacophilidae. Chúng phân bố ở miền Cổ bắc.